# Будинок національних творчих колективів України
Буди́нок націона́льних тво́рчих колекти́вів України розташований на бульварі Тараса Шевченка, 50-52. Фасад декорований художньою керамікою Ольги Рапай-Маркіш.

## Історія
Будівля зведена у 1980-х роках.
1987 оздоблена панно у народному стилі.
У травні 2003 року завершено реконструкцію будинку.

## Установи й організації
У приміщенні будинку розміщені адміністрації Академічної капели «Думка», хору ім. Г. Верьовки, капели бандуристів, Національного оркестру народних інструментів, Інституту культурології НАМУ, Укрдержконцерт.

## Панно Ольги Рапай
Над оздобленням Будинку національних творчих колективів України працювали художниця Ольга Рапай і скульптор Олександр Думчев.
У цілому Київ прикрашало близько 15 великих робіт О.Рапай. У них простежувався мотив переосмислення народної культури, казок, легенд і бувальщин.
Розтлумачив походження образів у творах художниці Юрій Щербак:
О. Рапай, серед друзів якої були Георгій Якутович,  Григорій Гавриленко, Олександр Губарев, Сергій Параджанов, захоплювалась українським мистецтвом і народними мотивами. Їй були близькі українські мисткині Марія Примаченко, Ганна Собачко, Марфа Тимченко.
Ольга Рапай, переживши добу радянського терору, арешт своєї матері, перекладачки і фахівчині з української діалектики Зінаїди Йоффе, розстріл батька, єврейського поета Переца Маркіша, вітчима, українського мовознавця Бориса Ткаченка і власне заслання, знайшла притулок у творчості.
Ізабелла Хруслінська зазначає:
Панно на Будинку національних творчих колективів України, один із найостанніших творів київської монументалістики 1960-1980-х років, Ольга Рапай створила 1987 року.
Загальна площа керамічної композиції на першому поверсі становить понад 300 м² (252 плитки завдовжки і 8 заввишки). Верхню частину прикрашають три панно, кожне з яких має 19 плиток завдовжки і 21 заввишки.
На рівні п'ятого і шостого поверхів розміщені три килимово-орнаментальні композиції із райськими квітами і птахами. Райські квіти, за спогадами художниці, вийшли зі спогадів дитинства:
Перший поверх оперізує яскрава фризова композиція. На ній казкові галявини й гаї із звірами, райськими птахами і лебедями переплітаються з урочистими сценами українського весільного обряду.
За визначенням мистецтвознавців, «у цьому панно проявилися щира любов Ольги Рапай до народної культури і її традицій. Її захоплене сприйняття краси навколишнього світу сприймається як гімн народної творчості».

Фрагменти панно
Казкові птахи
Квітка-Сонце
Пташки